# Cooper T43

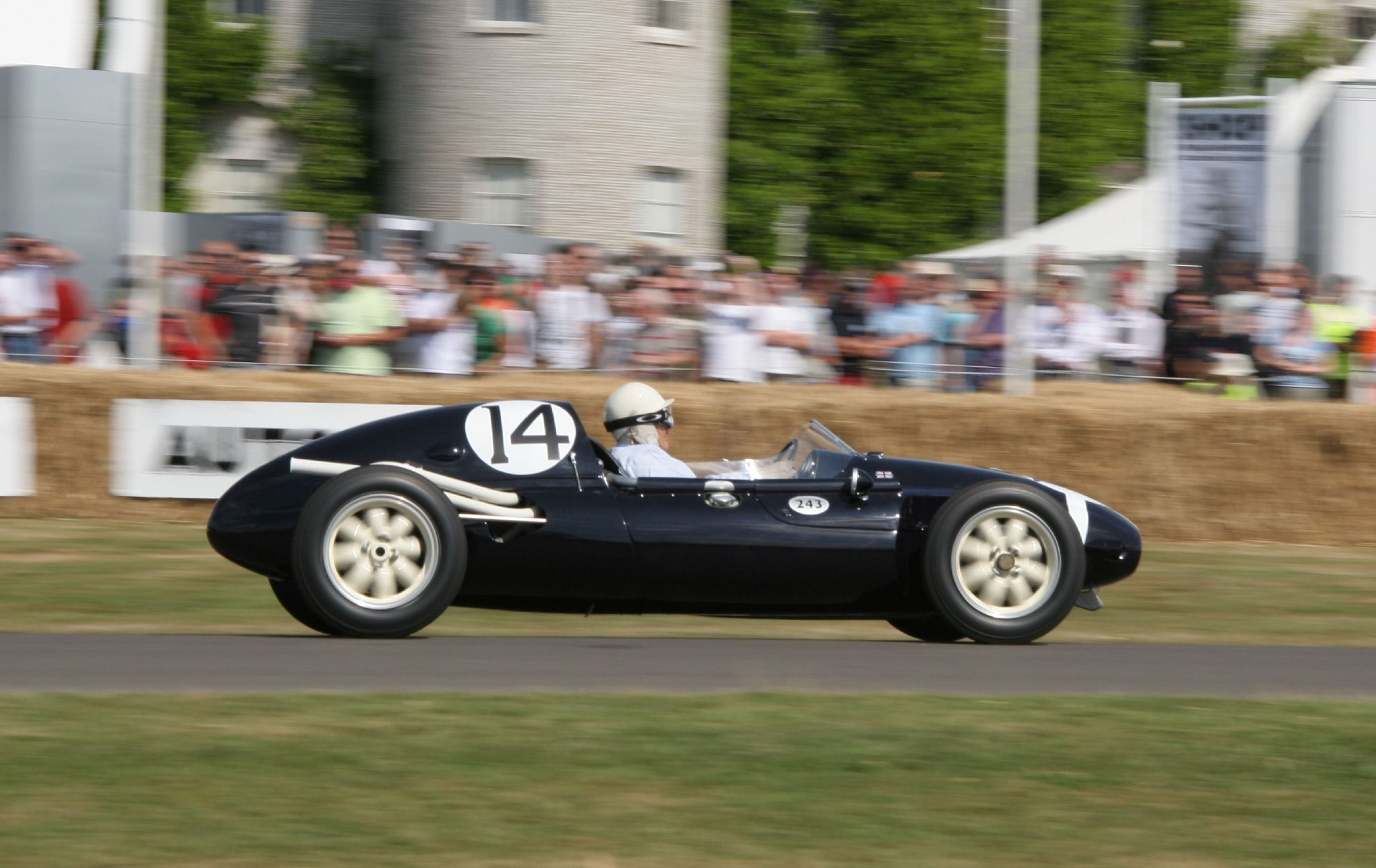
Stirling Moss im Cooper T43 beim Goodwood Festival of Speed 2006

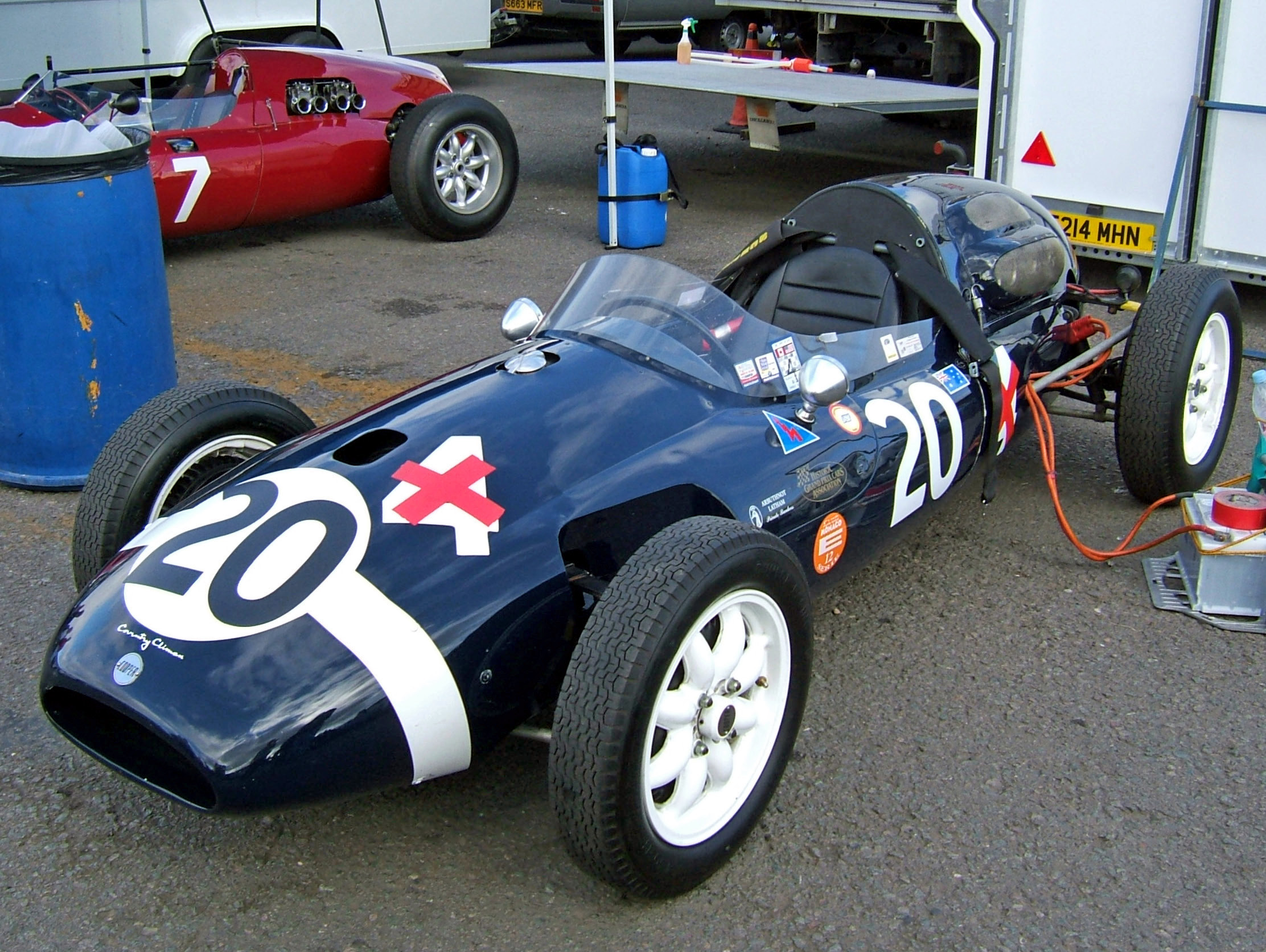
Der Walker-Cooper-T43 aus dem Jahre 1958

Der Cooper T43 war ein Formel-1- und Formel-2-Rennwagen, 1957 gebaut vom britischen Motorsportteam Cooper.

## Entwicklungsgeschichte und Technik
Der Cooper T43 folgte dem Cooper T41 in der MKII-Formel-2-Version 1957. Der Wagen hatte ein vergrößertes und leicht überarbeitetes Fahrgestell. Der reguläre Antrieb – ein erster Wagen hatte einen FWB-Motor – war der FPF-Climax-Motor mit zwei obenliegenden Nockenwellen und ca. 150 PS (110 kW). Das Getriebe kam ursprünglich aus dem Citroën Traction Avant.

## Renngeschichte
Rob Walker bekam den ersten T43 mit einem größeren Kraftstofftank ausgeliefert. Das schottische Team war die erste Rennmannschaft, die einen Cooper mit Climax-Motor in der Weltmeisterschaft einsetzte. Im Nachhinein stellte sich heraus, dass dieser erste Climax-Cooper ein umgebauter T41-MKII-Formel-2 war, da Jack Brabham den originalen Walker-Wagen beim Training zum Großen Preis von Monaco völlig zerstört hatte. Im Rennen lag Brabham sogar kurz an der dritten Stelle, am Ende passierte er die Ziellinie als Siebter.
Die große Stunde für Cooper und den T43 schlug bei der Saisoneröffnung 1958 in Argentinien, als Stirling Moss den Rennwagen zum ersten Sieg für das britische Team in der Weltmeisterschaft steuerte. Dieser historische Triumph – es war das erste Mal, dass ein Wagen mit Mittelmotor ein Rennen der 1950 eingeführten Automobil-Weltmeisterschaft gewann – überstrahlte die Erfolge, die mit dem kleinen Fahrzeug im Laufe der Saison noch erzielt werden konnten. So gewann Brabham den Großen Preis von Neuseeland ebenfalls auf einem T43. Noch in der gleichen Saison kam das Nachfolgemodell, der Cooper T45, an die Rennstrecken.
Der italienische Rennstall Scuderia De Tomaso stellte 1960 eine Kopie des Cooper T43 her. Das Auto wurde als De Tomaso F2 bezeichnet. Sein Rahmen wurde 1967 für den Bau des Sportwagens Thomassima II verwendet.